# ショート スペリン
ショート スペリン
下部エンジンポッドにデ・ハビランド ジャイロンを搭載して試験中のスペリン
1955年9月、ファーンボロでの撮影
- 用途：実験機
- 製造者：ショート・ブラザーズ
- 運用者：イギリス空軍
- 初飛行：試作1号機：1951年8月10日
試作2号機：1952年8月12日
- 生産数：2

ショート スペリン (Short Sperrin) はイギリスで試作されたジェット重爆撃機である。
“スペリン（Sperrin）”の名はアイルランドにある山脈にちなむ。

## 概要
アブロ リンカーン爆撃機と最新鋭のジェット4発爆撃機（3Vボマー）の繋ぎとなる機体として開発された4発機で、1951年に初飛行した。しかし、ジェット機としてはあまりにも保守的な設計だったことと、同時期に開発されていたビッカース ヴァリアント爆撃機の実用化に目処がたったため、試作機2機の生産で終わった。2機の試作機は、大型機開発のための様々なテスト母体として利用された。
機体の設計は堅実なものだが、4基のジェットエンジンを片翼2基ずつ、左右に並べるのではなく上下に重ねる形で搭載していることが大きな特徴である。

## スペック
- 全長： 31.14 m
- 全幅： 33.21 m
- 全高： 8.69 m
- 全備重量： 52,200 kg

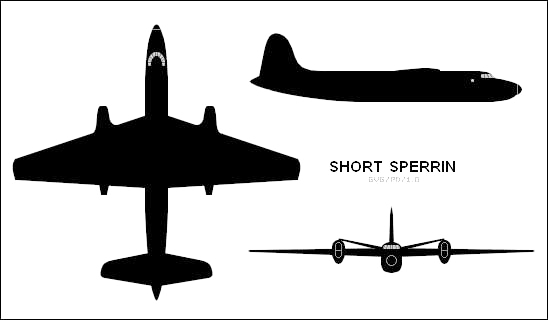
ショート スペリン 三面図

- エンジン：ロールス・ロイス エイヴォン ターボジェット（推力：2,700kg）×4
  - 後に、試験のため2基をデ・ハビランド ジャイロン（予定推力：9,080kg）に交換
- 最大速度： 912 km/h
- 実用上限高度：13,700 m
- 航続距離： 5,150 km
- 武装
  - 爆弾　4,500 kg
- 乗員 5名